# ФК Зоря
ФК Зоря (на украински: ФК „Зоря“ Луганськ) е украински футболен клуб от град Луганск, играещ в Украинска Премиер лига. Основан през 1923 година в СССР под името „Металист“. Бронзов медалист от шампионата на Украйна през 2016/!7, финалист в Купата на Украйна 2015/!6 и шампион на СССР през 1971 година.

## Предишни имена
| Години      | Име                                |
| ----------- | ---------------------------------- |
| 1923 – 1936 | „Металист“ Металлист               |
| 1936 – 1948 | „Дзержинец“                        |
| 1948 – 1964 | „Трудови резерви“ Трудовые резервы |
| 1964 – 1992 | „Заря“                             |
| 1992 – 1996 | „Заря-МАЛС“                        |
| 1996 -      | „Заря“ Зоря                        |

### Успехи
СССР
- Съветска Висша лига
  -  Шампион (1): 1972
- Купа на СССР по футбол
  -  Вицешампион (2): 1974, 1975
- Съветска Първа лига
  -  Шампион (2): 1962, 1966
- Съветска Втора лига
  -  Шампион (1): 1986
  - Второ място (1): 1991
- Футболен Шампионат на УССР
  -  Шампион (3): 1938, 1962, 1986
  -  Вицешампион (1): 1950

#### Украйна
- Украинска Премиер Лига:
  -  Бронзов медал (4): 2016/17, 2019/20, 2020/21, 2022/23
- Купа на Украйна
  -  Финалист (2): 2015/16, 2020/21
- Украинска първа лига
  -  Шампион (1): 2005/06
- Украинска втора лига
  -  Шампион (1): 2002/03
  -  Вицешампион (1): 1998/99